# 羽野晶紀の学園スクランブル
羽野晶紀の学園スクランブル（はのあきのがくえんスクランブル）は、1992年4月12日から1993年4月4日までニッポン放送で放送されていたラジオ番組。パーソナリティは羽野晶紀。途中1992年9月まではソニーの一社提供枠『SONY Night Square』で放送され、本番組は同枠最後の番組となった。
制作局・ニッポン放送での放送時間は、毎週日曜日22:00 - 22:30。

## 概要
『羽野晶紀のミュージックハーモニー』（1990年10月 - 1991年9月、日曜日 7時 - 9時）、『ラジオアミーゴ!羽野晶紀のいっしょうけんめいカタルーニャ』（1991年10月 - 1992年3月、月曜日 - 金曜日 21時 - 21時50分）に続く、ニッポン放送における羽野晶紀の番組第3弾。内容は番組タイトル通り、学校の話題に特化して学校にいる先生や友達などの中で個性豊かな人の情報や学校の出来事の話題を募集し、これらをテーマにして学生たちの校内生活や校外のライフスタイルにも密着した構成で放送していた。
1992年5月4日には国際スポーツフェアのニッポン放送特設ステージで、Rabbit (バンド)をゲスト迎えて本番組最初の公開録音を行った。
途中、1992年9月限りでソニーがスポンサーを降板、これに伴い『SONY Night Square』の枠タイトルも終了。そして1992年10月改編を以ってニッポン放送以外のネット局6局が全て放送を打ち切り。しかし同年10月から新たにネット局6局が加わり、7局ネットは維持されたものの全く異なるネット体制となった。

## ゲスト
- Rabbit（1992年5月10日）
- SATSUKI（ZOO）（1992年6月14日）
- 福山雅治（1992年6月21日）
- 辛島美登里（1992年10月18日）
他

## ネット局

### 1992年4月 - 1992年9月
全て前番組『ハートにribbon』のネット体制を受け継いでいた。
- STVラジオ - 土曜日23:00 - 23:30
- 東北放送 - 土曜日23:30 - 24:00
- 東海ラジオ - 日曜日22:30 - 23:00
- 朝日放送 - 日曜日22:30 - 23:00
- 中国放送 - 土曜日23:00 - 23:30
- KBCラジオ - 土曜日23:30 - 24:00

### 1992年10月 - 1993年3月
- 山形放送 - 日曜日19:00 - 19:30
- 北陸放送 - 月曜日21:20 - 21:50
- 山陽放送（放送当時はJRN単独加盟局） - 土曜日21:00 - 21:30
- 南海放送 - 金曜日19:30 - 20:00
- 長崎放送 - 土曜日22:45 - 23:15
- 宮崎放送 - 土曜日21:00 - 21:30